# محمدصادق‌خان
محمدصادق‌خان سنتورچی ملقب به سرور الملک، نوازندهٔ سرشناس سنتور و کمانچهٔ دوران ناصرالدین شاه بود که تا زمان مظفرالدین شاه هم حیات داشت و سمت ریاست نوازندگان دربار و نقاره خانه را بر عهده داشته‌است. به همین سبب به او لقب رئیس و سرورالملک را داده‌اند.

## زندگی
محمدصادق‌خان فرزند آقا مطلب بود که وی نیز از نوازندگان ابتدای دوره ناصری و رئیس عمله طرب بود. ابتدا او کمانچه را از پدرش فراگرفت و بعد برای آموختن ساز سنتور نزد سنتور خان رفت. میزان پیشرفت وی در ساز سنتور چنان بود که به عنوان نوازنده مخصوص ناصرالدین شاه در میان عمله خلوت قرار گرفت و به گفته دوستعلی معیری در هنگام خواب برای شاه نوازندگی می‌کرد. محمدصادق خان در دهه آخر دوره ناصری رئیس عمله طرب شد به همین دلیل بعضی او را به محمدصادق خان رئیس نیز می‌شناختند. در اواخر عمر و در دوره مظفری لقب سرور الملک به او دادند. وی علاوه بر کمانچه، سنتور، پیانو، و سه‌تار نیز می‌نواخت و در تمام این سازها شاگردانی نیز داشت. مشیر همایون شهردار، نوازندهٔ پیانو، از جمله شاگردان وی بود. وی در توصیف محمدصادق‌خان گفته بود که هیچ‌کس در نواختن سنتور به او نمی‌رسید. از دیگر شاگردان سنتور وی می‌توان از علی اکبرخان شاهی و سماع حضور پدر حبیب سماعی نام برد.
محمد صادق خان در سال ۱۳۲۲ قمری از دنیا رفت.
محمدصادق خان پیش از شروع فعالیت کمپانی گرامافون در ایران از دنیا رفت. اما معدودی آثاری از وی به صورت خصوصی با دستگاه فنوگراف توسط دوستمحمدخان معیرالممالک ضبط شده‌است که ساسان سپنتا بازیافت صوتی آن را انجام داده و امروز موجود است. تصاویر بسیار از وی در آلبوم‌های سلطنتی موجود است که بخش زیادی از آن در کتاب موسیقی ایران در سده گذشته منتشر شده‌است.

## فرزندان
محمد صادق خان دو پسر داشته یکی به نام مطلب خان (هم اسم جدش) که او هم سنتور می‌زده و لی در جوانی در گذشته و شهرت زیادی نیافته بود. فرزند دیگرش هم عبدالله نام داشته که او هم نوازده سنتور بوده‌است.

## نوازندگی پیانو
داریوش صفوت از محمدصادق‌خان به عنوان اولین موسیقی‌دان ایرانی یاد می‌کند که دست به پیانو برد. همچنین روح‌الله خالقی او اولین نوازندهٔ پیانو بعد از ورود پیانو به ایران می‌داند.
دوستعلی معیری (معیر الممالک) در کتاب خود نوشته‌است:
در بالای خانه انیس الدوله پیانویی بود ولی هیچ‌کس از اهل اندرون زدن آنرا نمی‌دانست. در آن زمان پنج یا شش پیانو در تهران بیش نبود. کمتر مسی از نواختن آن سر رشته داشت. محمد صادق خان که استاد سنتور بود و در اواخر ملقب به سرورالملک شد، پیانو را نیز خوش می‌زد. مادرم تبسم نامی از کنیزانش را بر آن داشت تا نزد مشارٌ‌الیه پیانو بنوازد و او هرچه مشق می‌کرد به مادرم می‌آموخت. این کار بین خانمهای اندرون شهرتی به سزا یافت و شاه را نیز خوش آمد. از آن شب هر شب که مادرم نزد شاه می‌ماند، حسب‌الامر باید پیانو بنوازد چون دستگاه آواز به پایان می‌رسید، یکی از خانمها که از عهده خواندن تصنیف برمی‌آمد، آغاز به خواندن می‌نمود .

## روایت‌هایی دربارهٔ محمد صادق خان
- نوازندگی برای شاه موقع خواب

معیر الممالک در کتاب خود نوشته‌است:
نوازندگان موقع خواب یکی سرورالملک که خداوند موسیقی و مشهور بود، دستمالی برروی سنتور می‌گسترد. به قدری صدای ملیحی موقع خواب می‌داد که بهتر از آن نمی‌شد.
- سفر به فرنگ

روح‌الله خالقی در کتاب سرگذشت موسیقی ایران نقل کرده که:
وقتی ناصر الدین شاه به فرنگ می‌رفته‌است دریکی از مسافرتها سرورالملک و سماع حضور هم همراهش بوده‌اند. وقتی شاه از سر حد خارج شد، محمد صادق خان و سماع حضور به قصد گزدش از همراهان جدا و به دهی می‌روند و در جلوی قهوه‌خانه آن می‌نشیند. هرچه طلب می‌کنند، هیج کس به آنها اعتنایی نمی‌کند. محمد صادق خان به شاگردش سماع حضور می‌گوید: جعبه سنتور را بیاور. سرورالملک روی سکوی قهوه‌خانه می‌نشیند و به زدن سنتور مشغول می‌شود. صدای ساز همه را به دور او جمع می‌کند؛ و دهاتی‌ها به قدی علاقه‌مند می‌شوند و مشتاق می‌شوند که چند روز آنها نزد خود نگه می‌دارند و با کمال احترام پذیرایی می‌کنند.
- نوازندگی با کاسه گیلاس

داستانی از او حکایت می‌کنند که کاسه‌های چینی با گیلاس‌های مختلف را آب می‌کرده و کم و زیاد کردن آب درون آن یک گام موسیقی تشکیل می‌داده و آهنگهایی می‌نواخته‌است.
- روایت میرزا علی اکبر شاهی

از میرزا علی اکبر سنتوری منقول است که وی روزی به منزل محمد صادق خان رفته و از پشت در صدای سنتور شنیده و چنین به نظرش آمده‌است که جوانکی با صوت زیر همراه با ساز وی می‌خواند. صدای سنتور و آواز او را به درون اتاق می‌کشاند؛ و مشاهده میک ند که استادش با یک دست در زیر وبا دست دیگر دربم کارمی کند و مضراب ریز آنقدر متوالی و نرم به سی مها می‌خورد که از دور اثر صوت خواننده جوانی را می‌دهد. هرچند روح‌الله خالقی در کتاب سرگزست موسیقی اشاره می‌کند که این روایت کمی اغراق‌آمیز به نظر می‌آید.

## گالری تصاویر

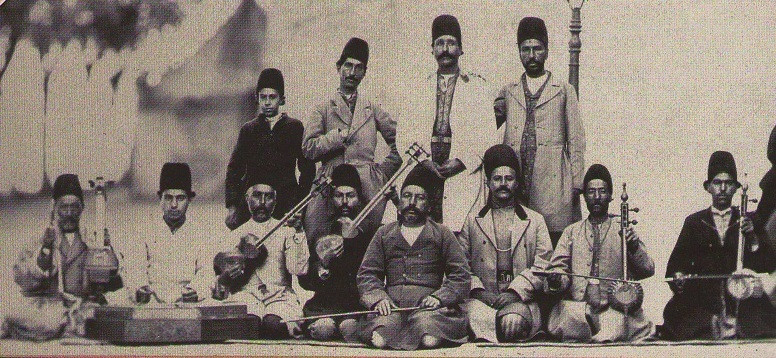
تصویری از موسیقی‌دانان دورهٔ قاجار. این تصویر در خلال مراسم روز طبخ آش در شهرستانک گرفته شده‌است. نفرات نشسته از راست عبارتند از: حسین کریم کور و قلی خان (نوازندگان کمانچه)، سماع حضور که دستش را روی پاهایش گذاشته‌است، محمدصادق‌خان (سرور الملک) که رئیس گروه نوازندگان دربار بود و عصایی در دست دارد، آقا حسینقلی و میرزا عبدالله (نوازندگان تار)، آقا مطلب پسر محمدصادق‌خان نوازنده سنتور، و آقا غلامحسین (نوازنده کمانچه و پدر سماع حضور، که سازی ابداعی شبیه کمانچه به نام مجلس آرا در دست دارد). نفرات ایستاده از راست عبارتند از: ابراهیم کربلایی سعید، میرزا ابوالقاسم ضرب گیر (خواننده)، یوسف خان معیری (خواننده) و عبدالله پسر کوچک محمدصادق‌خان (پسر نوجوان)

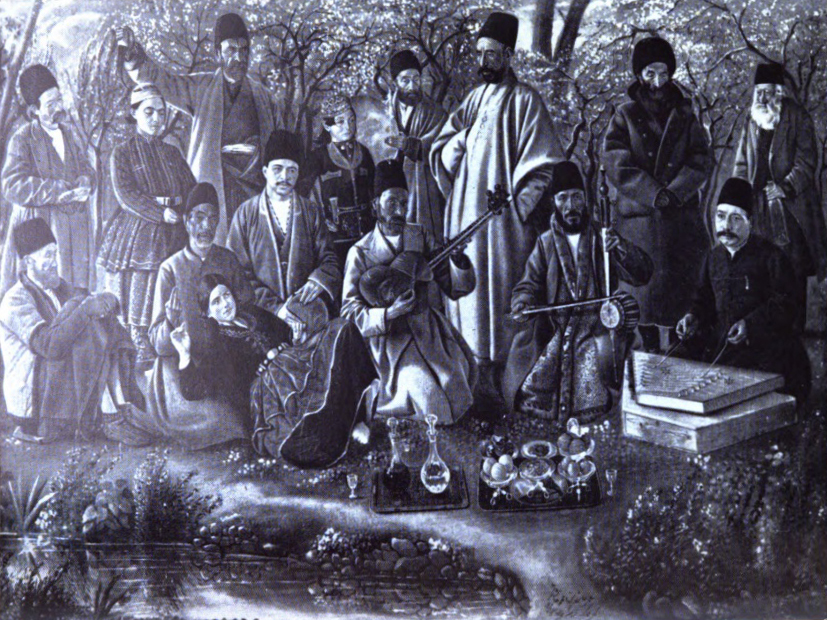
مجلس نوازندگان دربار ناصری (تابلوی کار کمال الملک که در سال ۱۳۱۰ قمری کشیده شده‌است). نوازندهٔ سنتور: محمد صادق خان، نوازندهٔ کمانچه: موسی کلیمی، نوازندهٔ تار: آقا غلامحسین، نوازندهٔ تنبک و خواننده: آقا باشی